# Palonen (ö i Södra Karelen, Villmanstrand, lat 61,11, long 28,16)
Palonen är en ö i Finland. Den ligger i sjön Saimen och i kommunen Taipalsaari i den ekonomiska regionen  Villmanstrands ekonomiska region  och landskapet Södra Karelen, i den södra delen av landet, 200 km nordost om huvudstaden Helsingfors. Öns area är 2,3 hektar och dess största längd är 260 meter i nord-sydlig riktning.